# Pasmo 80 m
Pasmo 80 metrów (3,5 MHz, potocznie nazywane osiemdziesiątką) – jedno z podstawowych pasm częstotliwości amatorskich, zawierające się w granicach:
- 3,5 – 4,0 MHz w 2 Regionie IARU;
- 3,5 – 3,9 MHz w 3 Regionie;
- 3,5 – 3,8 MHz w 1 Regionie (Polska).

Pasmo 80 m jest najbardziej popularnym pasmem umożliwiającym łączności w sieciach lokalnych (regionalnych) późnym popołudniem i nocą.

## Charakterystyka
W ciągu dnia, w zależności od warunków atmosferycznych i jonosferycznych (propagacja), zasięg łączności wynosi do ok. 400 km. W nocy (szczególnie zimą, z uwagi na mniejsze szumy atmosferyczne) maksymalny zasięg rośnie do kilku tysięcy kilometrów.

## Propagacja
W ciągu dnia w tym pasmie występuje znaczne tłumienie w warstwie D.

## Podział pasma 80 m w Polsce[1]
Na dzień 16 października 2020
| Częstotliwość w kHz | Maksymalna szerokość pasma w Hz | Rodzaje emisji i przeznaczenie |
| ------------------- | ------------------------------- | --- |
| 3500 – 3510         | 200                             | CW, pierwszeństwo dla łączności międzykontynentalnych                                                                                   |
| 3510 – 3560         | 200                             | CW, preferencja dla zawodów, QRS Centre of Activity 3555 kHz                                                                            |
| 3560 – 3570         | 200                             | CW, QRP Centre of Activity 3560 kHz |
| 3570 – 3580         | 200                             | Wąskie tryby pracy, emisje cyfrowe |
| 3580 – 3590         | 500                             | Wąskie tryby pracy, emisje cyfrowe |
| 3590 – 3600         | 500                             | Wąskie rodzaje emisji, emisje cyfrowe, stacje bezobsługowe                                                                              |
| 3600 – 3620         | 2700                            | Wszystkie rodzaje emisji |
| 3600 – 3650         | 2700                            | Wszystkie rodzaje emisji, SSB preferencja dla zawodów                                                                                   |
| 3650 – 3700         | 2700                            | SSB QRP Centre of Activity 3690 kHz |
| 3700 – 3800         | 2700                            | Wszystkie rodzaje emisji, SSB preferencja dla zawodów, Image Centre of Activity 3735 kHz Region 1 Emergency Centre of Activity 3760 kHz |
| 3775 – 3800         | 2700                            | Wszystkie rodzaje emisji, pierwszeństwo dla łączności międzykontynentalnych                                                             |

- Praca międzykontynentalna ma pierwszeństwo w wycinkach 3500–3510 kHz i 3775–3800 kHz.
- W przypadkach nie prowadzenia łączności DX, wycinki dla zawodów nie powinny obejmować 3500–3510 kHz lub 3775–3800 kHz.
Stowarzyszeniom członkowskim zezwala się na ustanowienie innych (niższych) limitów dla zawodów krajowych (w granicach powyższych wycinków).
- Zakres 3510–3600 kHz może być wykorzystany przez bezobsługowe radiolatarnie ARDF (CW) (Davos 2005).
- Stowarzyszenia członkowskie powinny wystąpić do swych krajowych administracji telekomunikacyjnych o nieprzeznaczanie częstotliwości dla stacji innych niż amatorskie w wycinkach pasma, które IARU przydzieliło dla łączności międzykontynentalnych dalekiego zasięgu.